# Datenraum
Ein Datenraum ist ein geschützter Raum, in welchem zum Zweck einer Due Diligence (DD) das zu verkaufende Unternehmen eine Sammlung von Unterlagen bereitstellt. In diesem Datenraum werden alle Unterlagen bereitgestellt, die das zu verkaufende Unternehmen dem kaufenden Unternehmen zur Verfügung stellen will.
Andere Anwender von Datenräumen sind Großprojekte, wie z. B. Bau- oder Ingenieursprojekte, in denen die Projektbeteiligten Dokumente, Pläne, Rechnungen, Besprechungsprotokolle und vieles anderes mehr austauschen und nach bestimmten Regeln abarbeiten.
Der Datenraum wird meist nicht im Unternehmen, sondern an einem neutralen Ort eingerichtet, z. B. beim Anwalt, der das Unternehmen vertritt. Ebenso sind virtuelle Datenräume möglich.

## Arten von Datenräumen

### Physischer Datenraum
Ein physischer Datenraum ist eine Sammlung von Unterlagen, die an einem bestimmten Ort zur Verfügung gestellt wird.

### Elektronischer Datenraum
Durch die Zunahme von internationalen Unternehmenstransaktionen und damit auch der Notwendigkeit, Beratern und Interessenten über die Landesgrenzen hinweg Zugriff auf einen Datenraum zu ermöglichen, setzt sich der Einsatz von IT-basierten digitalen Datenräumen zunehmend durch. Ein digitaler Datenraum erlaubt hierbei den geschützten Zugriff auf Informationen im Rahmen der Due Diligence. Diese werden in einem digitalen Archiv strukturiert und über einen durch Verschlüsselung und Passwort geschützten Eingangsbereich vor unbefugtem Zugriff gesichert.

#### Vorteile des elektronischen Datenraums
- Guter, effizienter Zugang für verteilt arbeitenden Teams
- In der Regel strukturierte Datensammlung

#### Nachteile des elektronischen Datenraums
- Erschwert Kommunikation zwischen unterschiedlichen Teams auf der Käufer-Seite
- Systematische Auswertung der Due Diligence Schwerpunkte des Käufers durch den Verkäufer möglich

### Grüner Datenraum
Der grüne Datenraum ist ein Datenraum, der allen am Transaktionsprozess beteiligten Parteien nach Unterzeichnung einer Vertraulichkeitserklärung zugänglich gemacht wird.

### Roter Datenraum
Der rote Datenraum wird lediglich einem ausgewählten Personenkreis zur Kenntnis gegeben. Typisch ist, dass lediglich Beratern, die berufsständisch zur Verschwiegenheit verpflichtet sind, der Zugang zum roten Datenraum gewährt wird. Zu den Beratern, die berufsständisch zur Verschwiegenheit verpflichtet sind, zählen Rechtsanwälte, Steuerberater und Wirtschaftsprüfer. Häufig wird der rote Datenraum auch erst in einer späteren Transaktionsphase geöffnet, sodass lediglich die Bieter, die in der letzten Phase des Transaktionsprozesses sind, Zugang erhalten.

## Ablauf

### Planung

#### Datenrauminhalt
Die im Datenraum bereitgestellten Unterlagen hängen von verschiedenen Kriterien ab. Entscheidend ist, welche Informationen das Unternehmen in diesem Stadium preisgeben möchte. Zu den grundlegenden Dokumenten gehören stets geprüfte Jahresabschlüsse, Gesellschaftsverträge und eine Übersicht über die Mitarbeiter. Es sollten so viele Informationen bereitgestellt werden, wie für einen Verkauf erforderlich sind, ohne jedoch sofort sensible Geschäftsgeheimnisse wie z. B. Umsatzrenditen bei einzelnen Kunden offenzulegen.

#### Datenraumregeln
Für den Datenraum gelten bestimmte Regeln, die streng überwacht werden:
- die Nutzer des Datenraums sind vor der Due Diligence zu benennen
- die Nutzer des Datenraums unterschreiben die Datenraumregeln
- die Anwesenheit wird durch entsprechende Listen dokumentiert
- es dürfen keine Dokumente aus dem Datenraum entfernt werden
- es dürfen keine Fotokopien oder Fotografien erstellt werden, Abschriften sind erlaubt
- die Regeleinhaltung wird durch ständig im Datenraum anwesendes Aufsichtspersonal kontrolliert

### Durchführung

#### Datenraummitarbeiter
Hierbei handelt es sich um einen von der Käuferseite zusammengestellten Stab von Anwälten, Wirtschaftsprüfern, Fachleuten der Käufer. Je nach Ausrichtung des zu kaufenden Unternehmens werden darüber hinaus noch Fachleute aus den Bereichen Marken- und Patentrecht, Verwaltungsrecht, Steuerrecht, Umweltrecht und Umwelttechnik, EDV-Sachverständige oder Versicherungssachverständige hinzugezogen.

#### Datenraumarbeit
Alle nach den Datenraumregeln benannten Mitarbeiter haben Zutritt und damit Zugriff auf die Unterlagen im Datenraum. Diese werden die Unterlagen kritisch prüfen und den Inhalt entsprechend werten.
Im Rahmen der Prüfung ist es möglich, Kopien bestimmter Dokumente anzufordern und weitergehende Fragen zu stellen. Der Verkäufer kann diesen Anforderungen ganz oder teilweise zustimmen und die Fragen ganz oder teilweise beantworten. Der Käufer hat keinen Anspruch auf die Herausgabe oder Beantwortung, wird aber seine Entscheidung über den Kauf unter Umständen davon abhängig machen.
Da zu Beginn des Datenraumverfahrens nicht bekannt ist, welche Dokumente später als Kopie zu erhalten sind, bemühen sich die Datenraummitarbeiter, möglichst alle relevanten Dokumente abzuschreiben (PC, handschriftlich) oder zu diktieren.
Ein weiteres Instrumentarium ist die Managerpräsentation, bei der das Firmenmanagement die Firma vorstellt und ggf. Fragen zum Unternehmen direkt beantwortet.